# Диаме, Мохамед
Мохаме́д Диаме́ (фр. Mohamed Diamé; род. 14 июня 1987, Кретей) — сенегальский футболист, полузащитник испанского клуба «Фуэнлабрада». Выступал за сборную Сенегала.

## Карьера
Мохамед Диаме начал свою карьеру в молодёжном составе клуба «Ланс», а затем, в 2006 году, он начал тренироваться с основой клуба. Однако из-за порока сердца Диаме был вынужден покинуть команду. После восстановления Диаме перешёл в испанский клуб «Линарес», откуда спустя полгода перешёл в «Райо Вальекано». Во время выступления Диаме за «Райо» им интересовались крупнейшие клубы Испании «Реал Мадрид» и «Барселона», а также английский «Арсенал».
В августе 2009 года Диаме был куплен клубом «Уиган Атлетик», заплатившим за трансферы Диаме и другого игрока «Райо», Антонио Амайи, 3,8 млн евро. Несмотря на приостановку переговоров из-за найденных у Диаме проблем с сердцем, 21 августа сделка была юридически оформлена. Диаме дебютировал в составе «Уигана» в матче с «Манчестер Юнайтед», в котором его клуб проиграл 0:5. 
Летом 2012 года на правах свободного агента перебрался в «Вест Хэм Юнайтед», подписав трёхлетний контракт.
Дебютировал за "Вест Хэм" 18 августа в матче с "Астон Виллой".  Первый гол за клуб забил 6 октября в проигранном матче против "Арсенала" (1:3).
В августе 2014 года перешёл в «Халл Сити», также на правах свободного агента, подписав трёхлетний контракт.